# Synagogue Salat Al Azama (Marrakech)
La synagogue Salat al-Azama ou Slat el Azama, Al Zama ou Lazama (en hébreu : בית הכנסת צלאת אל עזמה ; en arabe : كنيس صلاة العزامة) est une synagogue située dans la ville de Marrakech, au Maroc. 
Initialement bâti en 1492, année du décret de l'Alhambra qui a expulsé les Juifs d'Espagne, le bâtiment actuel date du tournant des XIXe et XXe siècles. Il est situé dans le mellah (quartier juif) de la médina de Marrakech et se compose d'un ensemble de bâtiments entourant un grand patio central bien entretenu. Les Juifs de Marrakech la considèrent comme la plus ancienne synagogue de la ville. Son nom signifie « synagogue des dissidents ». La synagogue est actuellement occupée par une famille musulmane, qui en prend soin. 
Selon la légende, la synagogue a été construite à l'époque du Second Temple par des Juifs qui n'avaient jamais vécu en Eretz Israël et n'avaient pas été témoins de la destruction du Temple. Par conséquent, ils n'ont pas appliqué les rituels et les interdictions qui affectent les autres Juifs et ont consommé de la viande pendant la période comprise entre le 17 Tammuz et le 9 Av (les dates auxquelles, selon la tradition, les deux temples ont été détruits). 
Le côté a été rénové après les années 1950, avec l'ajout d'une aile pour les femmes (ezrat nashim), fait unique au Maroc où la tradition veut que les femmes demeurent dans une pièce séparée à l'entrée de la synagogue. Le coffre en bois d'origine a été remplacé par un coffre en marbre, qui se trouve à côté du mur oriental. Les notes dessinées dans les années 1950 par l'architecte Yaacov Finkerfeld démontrent que l'espace mentionné ci-dessus n'existait pas pour les femmes et que l'intérieur était divisé en deux nefs par quatre colonnes. Les murs sont peints. À l'étage supérieur, il y a une yeshiva (école talmudique) et une cafétéria caritative dans un centre communautaire.